# Cyclocassis secunda
Cyclocassis secunda là một loài bọ cánh cứng trong họ Chrysomelidae. Loài này được Borowiec miêu tả khoa học năm 1998.